# Natalja Baranskaja
Natalja Vladimirovna Baranskaja (Russisch:Наталья Владимировна Баранская) (Sint-Petersburg, 31 januari 1908 – Moskou, 29 oktober 2004) was een Russisch schrijfster van korte verhalen en novellen.

## Leven
Baranskaja werd op anderhalf jarige leeftijd gescheiden van haar ouders, die waren gearresteerd vanwege revolutionaire activiteit. Haar vader ontsnapte naar Zwitserland en liet Natalja overkomen. Kort voor de Russische Revolutie (1917) keerden ze terug naar Moskou. Natalja studeerde daar eind jaren twintig filologie en etnologie aan de Universiteit. Ze trouwde in 1928, verloor haar man tijdens de Tweede Wereldoorlog en bracht haar twee kinderen vervolgens alleen groot. Ze werkte lange tijd bij het Poesjkinmuseum in Moskou, publiceerde regelmatig over literaire onderwerpen en behaalde nogmaals een academische graad. Ze begon pas serieus met schrijven na haar pensionering in 1966.

## Werk
Baranskaja maakte vooral naam met verhalen en korte verhalen. Het meest bekend is Een week als een andere (1969). Hierin vertelt ze eenvoudig en zonder emoties over de zorgen die een jonge getrouwde vrouw het leven op den duur onmogelijk maken: stress op het werk, dagelijks urenlang reizen in de bus of de metro, eindeloze rijen voor de winkels en dan ook nog het zware huishoudelijke werk. De ondertoon is uitgesproken triest en vaak melancholisch. De vrouw in de verhalen van Baranskaja wordt zodanig ‘afgejakkerd’ dat ze het hoofd dreigt te verliezen. Haar figuren worden echter niet opstandig, ‘breken niet uit’, maar het verhaal breekt af bij het inzien van de uitzichtloze situatie. Tussen de regels door valt te lezen dat de vrouw in de Sovjet-Unie weliswaar economisch en op papier geëmancipeerd is, maar dat diezelfde vrouw sociaal door de man wordt onderdrukt.
Baranskajas novelle Een japon voor mevrouw Poesjkin (1977), over de weduwe van Aleksandr Poesjkin, werd in 1988 door Carlien Boelhouwer in het Nederlands vertaald.